# Martin O’Donnell
Martin O’Donnell (ur. 4 czerwca 1986) – angielski snookerzysta, grający profesjonalnie w latach 2012–2014 i od 2015.

## Kariera

### Wczesne lata
Po raz pierwszy w zawodach zaczął brać udział w sezonie 2010/2011, jeszcze jako amator. Pod koniec tego sezonu przyznano mu możliwość wzięcia udziału w amatorskim turnieju Q School, umożliwiającym otrzymanie dwuletniej przepustki do cyklu World Snooker Tour. Jednakże w ćwierćfinale został pokonany przez Kurta Maflina (1–4), co tymczasowo zamknęło mu drogę do zostania profesjonalnym snookerzystą.
Dwuletnią przepustkę udało mu się wywalczyć w kolejnym sezonie, kiedy to w pierwszym turnieju Q School w 2012 pokonał w ćwierćfinale Adriana Ridleya 4–1.

### Kariera profesjonalna
Pierwszy mecz jako profesjonalista O’Donnell rozegrał w kwalifikacjach do Wuxi Classic 2012, w których jednakże odpadł w drugiej rundzie. W sezonie 2012/2013 jego największym sukcesem było dotarcie do ćwierćfinału European Tour Event 5 (nazywany także jako Scottish Open), gdzie został wyeliminowany przez Andrew Higginsona (2–4).
W kolejnym sezonie jego najlepszym osiągnięciem było dotarcie do czwartej rundy European Tour 2013/2014 – Turnieju 2, gdzie został wyeliminowany przez Stuarta Binghama (0–4). Pod koniec sezonu nie udało mu się obronić swojej przepustki podczas turnieju Q School, w wyniku czego O’Donnell ponownie został zdegradowany do rangi zawodnika amatorskiego.
W sezonie 2014/2015 udało mu się wywalczyć powrót do głównego cyklu dzięki zwycięstwu nad Jamiem Clarkiem (4–3) w trzeciej rundzie EBSA Play-Offs.
W sezonie 2015/2016 największym jego sukcesem było dotarcie do trzeciej rundy China Open, gdzie uległ Markowi Kingowi 0–5.
Sezon 2016/2017 nie był zbyt udany dla O’Donnella, w żadnym profesjonalnym turnieju nie dotarł dalej niż do drugiej rundy, zaś w Q School odpadł w ćwierćfinale, a w drugiej odsłonie turnieju, w trzeciej rundzie. Mimo to, udało mu się zachować status profesjonalisty dzięki klasyfikacji Q School Order of Merit, dającej przepustki do World Tour czterem graczom z największą liczbą wygranych frame’ów w tegorocznych odsłonach Q School, nie biorąc pod uwagę graczy już zakwalifikowanych w wyniku dwóch turniejów.
W sezonie 2017/2018 największym sukcesem O’Donnella było dotarcie do trzeciej rundy International Championship, w której po wyrównanej walce uległ Markowi Allenowi 6–5, oraz osiągnięcie półfinału turnieju Shoot Out, w którym uległ 53–5 Michaelowi Georgiou. Był to pierwszy pełno-rankingowy turniej, w którym Martin dotarł dalej niż do ćwierćfinału.
W sezonie 2018/2019 Martin O’Donnell trzykrotnie dotarł do ćwierćfinałów: China Championship, gdzie uległ Lyu Haotianowi 5–1, International Championship, gdzie został pokonany przez Matthew Stevensa 6–5, oraz UK Championship, w którym 6–1 pokonał go Ronnie O’Sullivan.
Sezon 2019/2020 znów nie był najlepszy dla O’Donnella – najdalej znalazł się w trzeciej rundzie UK Championship, Welsh Open i Gibraltar Open. Mimo to, sezon zakończył na 34 miejscu w rankingu, a w lutym 2020 osiągnął dotychczasowe maksimum - 33 miejsce.